# Пушка капитана Кидда
Пушка капитана Кидда — железная пушка, найденная у берега острова Каталины в Доминиканской республике в 2007 году. Пушка считается обломком корабля XVII века капитана Кидда «Quedagh Merchant». Она была первой восстановленной карибской пушкой. Она была одной из 26 найденных там пушек, и сначала была отправлена на восстановление в Школу здравоохранения, физической культуры и отдыха Университета Индианы для научно-исследовательских работ, затем была выставлена на выставке National Geographic: Сокровища Земли (National Geographic: Treasures of the Earth) в Детском музее Индианаполиса в Индианаполисе, штат Индиана.

## Описание
Пушка сделана преимущественно из железа и весит около 680 килограммов. Её диаметр — 27 сантиметров. Ширина цапфы составляет примерно 44 см. Диаметр каскабеля составляет примерно 39 сантиметров. Длина самой пушки — примерно 209 сантиметров. После извлечения из океана пушка была покрыта кораллами, а морская вода вызвала коррозию и износ.

## Восстановление и сохранение
Пушка была найдена в прибрежных водах на глубине всего лишь трёх метров. После извлечения из океана она была отвезена в Университет Индианы для изучения. Первоначальные исследования коралловых наростов на пушке позволило ученым лучше понять динамику крушения Quedagh Merchant 1699 года. Считается, что корабль, когда-то оставленный Киддом, был разграблен, а затем отправлен по течению, подожжённый, вниз по Рио Дульсе. Научная подводная лаборатория провела электролитическую консервацию для удаления соли, накопившейся за время погружения в океан. Университет Индианы построит макет пушки и сделает качественную репродукцию музейного качества и отправит обратно, в Доминиканскую республику, для развития наземной прибрежной выставки кораблекрушений. Пушка будет продолжать подвергаться электролитическому восстановлению, когда она прибудет в Детский музей.
Пушки, якоря и обломки Quedagh Merchant были изначально обнаружены местным жителем, сообщившем о находке правительству Доминиканской Республики. Правительство обратилось с просьбой к Чарльзу Бикеру, проводившему исследования в Доминиканской Республике в течение почти двадцати лет, и к его исследовательской группе в Университете Индианы, чтобы они исследовали находку. Бикеру, директору Управления Подводных наук в Университете Индианы, было разрешено привезти пушку в свою лабораторию и сохранять и наблюдать её в течение пяти лет.